# Charles Frédéric Franceson
Charles Frédéric Franceson (* 23. April 1782 in Brandenburg an der Havel; † 1859 in Berlin) war ein deutscher Romanist, Grammatiker und Lexikograf.

## Leben und Werk
Charles Frédéric (auch: Karl Friedrich) Franceson besuchte das Französische Gymnasium in Berlin. Ab 1802 studierte er zuerst Theologie, wandte sich dann aber der wissenschaftlich untermauerten neusprachlichen Lehre zu und wirkte an der Kadettenanstalt. Als Kultusminister Karl vom Stein zum Altenstein 1818 einen wissenschaftlich geschulten Lehrer für das Französische an der  Universität suchte, empfahlen ihn Friedrich August Wolf, Jean Pierre Frédéric Ancillon und der königliche Bibliothekar Alvar Augustin de Liaño (1782–1848). Es war geplant, dass er sich vorher noch habilitiert, doch wurde die 1819 eingereichte Doktorarbeit von Friedrich Wilken abgelehnt. Er wurde deshalb 1820 als Lektor der Universität berufen und las an der Universität Berlin bis 1858. Daneben war er am Französischen Gymnasium Oberlehrer und Professor.
Francesons akademischer Unterricht bestand aus der Erklärung französischer, italienischer (bis 1831) und spanischer Autoren sowie aus der dazugehörigen Literaturgeschichte. Wenn es um französische Texte und Geschichte ging, hielt er die Vorlesung auf Französisch. Franceson schrieb Grammatiken für alle drei romanischen Sprachen sowie ein kompaktes zweisprachiges Wörterbuch Spanisch-Deutsch, Deutsch-Spanisch. Damit und mit seiner französischen Sprachlehre hatte er den größten Erfolg. Literaturwissenschaftlich schrieb er zweimal über den Roman Gil Blas von Alain-René Lesage. Daneben betätigte er sich als Übersetzer aus dem Englischen.

## Veröffentlichungen
- Neue Französische Sprachlehre für Deutsche. Zum Gebrauch in Schulen und beim Selbstunterricht. Berlin 1809. Praktischer Teil. Theoretischer Teil.  2. Auflage, Berlin 1813. Zahlreiche Auflagen.
- Essai sur la question si Homère a connu l’usage de l’écriture et si les deux poèmes de l’Iliade et de l’Odyssée sont en entier de lui. Nauck, Berlin 1818.
- (Übersetzer) Ebenezer Henderson (1784–1858): Island oder Tagebuch seines Aufenthalts daselbst in den Jahren 1814 und 1815. 2 Bde. Voss, Berlin 1820–1821.
- Grammatik der italiaenischen Sprache. Nach einem neuen System bearbeitet. Voss, Berlin 1822.
- Grammatik der spanischen Sprache. Nach einem neuen System bearbeitet. Voss, Berlin  1822, Fleischer, Leipzig 1842, 1849, 1855, 1864.
- Über den Roman Gil Blas oder Beantwortung der Frage: Ist Le Sage der ursprüngliche Verfasser des Gil Blas? Voss, Berlin 1823.
- Neues Spanisch-Deutsches und Deutsch-Spanisches Wörterbuch. Nach der neuesten, seit 1815 von der Spanischen Akademie sanktionierten Orthographie. Nuevo diccionario portátil de las lenguas española y alemana. Tan completo como los mejores de tamaño mayor. 2 Bde. Fleischer, Leipzig 1829–1833. Zahlreiche Auflagen.
- Specimen Glossarii vocabulorum Germanicorum, quae in linguas a Latina ortas illata sunt. Berlin 1832. (abgelehnte Dissertation)
- Französischer Sprachkursus zum Behuf der höheren Ausbildung im Schreiben dieser Sprache und der Vervollkommnung des Styls, oder Sammlung von Materialien zum Uebersetzen aus dem Deutschen ins Französische. Georg Andreas Reimer Verlag, Berlin 1834. De Gruyter, Berlin 2020.
- (Hrsg.) Bibliotheque française ou Choix de morceaux étendus des meilleurs ouvrages, et même d’ouvrages entiers des Auteurs classiques français des deux derniers siècles. 2  Bde. Reimer, Berlin 1837.
- (Hrsg.) Teatro español escogido ó colleccion de las mejores comedias, antiguas y modernas, que se representan actualmente en los teatros de España : Con las anotaciones necesarias para su entera inteligencia = Spanisches Theater oder ausgewählte Sammlung älterer und neuer Schauspiele, welche gegenwärtig auf den Theatern Spaniens vorgestellt werden. Mit den zum vollkommenen Verständniß derselben nöthigen Anmerkungen und Erklärungen. Fleischer, Leipzig 1851.
- Essai sur la question de l’originalité de Gil Blas ou Nouvelles observations critiques sur ce roman. Fleischer, Leipzig 1857.